# Dicionário Bibliográfico Português
O Dicionário Bibliográfico Português, da autoria de Inocêncio Francisco da Silva mas continuado por Brito Aranha, seu testamentário, que lhe acrescentou vários volumes, é uma obra de referência sobre as obras publicadas em Portugal até finais do século XIX e os seus autores. É uma obra monumental, muitas vezes referida apenas pelo Dicionário de Inocêncio, constituída por 23 volumes, complementados por um Guia Bibliográfico de Ernesto Soares e um Aditamento de Martinho da Fonseca. 
A obra constitui uma continuação da Biblioteca Lusitana, elaborada por Diogo Barbosa Machado e publicada entre 1741 e 1758, e teve diversos continuadores, num esforço de catalogação e sistematização que prossegue na actualidade.